# Lithosia atuntseica
Lithosia atuntseica là một loài bướm đêm thuộc phân họ Arctiinae, họ Erebidae.